# 碘化铒
碘化铒是一种铒的碘化物，化学式为ErI3。

## 制备
碘化铒可由氧化铒和氢碘酸反应，结晶出水合物。水合物和碘化铵加热，得到无水物。
Er2O3 + 6 HI → 2 ErI3 + 3 H2O